# Dan Chiriac (general)
- Acest articol se referă la general. Pentru actor, vedeți Dan Chiriac (actor).

Dan Chiriac (n. 12 ianuarie 1950, orașul Teiuș, județul Alba) este un general de armată, care a îndeplinit funcția de director adjunct al SIE în perioada 2004 - 2005.

## Biografie
Dan Chiriac s-a născut la data de 12 ianuarie 1950. După cum afirmă presa din capitala României, el era fiu și viitor ginere de vechi șefi ai securității comuniste din județele Constanța și Satu-Mare. A urmat cursurile Academiei de Studii Economice din București.
După absolvirea facultății, a lucrat la Institutul de Cercetări pentru Plante Tehnice al Ministerului de Interne (1974-1978), apoi la Întreprinderea de Comerț Exterior (Prodexport) în perioada 1978-1984. Presa a dezvăluit că Dan Chiriac a fost între anii 1984-1990 secretar II în Ministerul Afacerilor Externe, iar patru ani din acea perioadă a petrecut-o lucrând pe teritoriul S.U.A. ca agent sub acoperire, sub o altă identitate. Într-un amplu interviu acordat postului de radio BBC de către fostul președinte al României, Emil Constantinescu, s-a aflat că Dan Chiriac a avut interdicție de a intra în Statele Unite după 1990. Actualul adjunct SIE, generalul Chiriac, face parte din fosta Securitate și a lucrat pe spațiul american, după 1990 a avut chiar interdicție de intrare în SUA. 
După revoluție, în perioada 1990-1994 a lucrat la S.C. Romferchim S.A., apoi în august 1994 a devenit consilier diplomatic la Ambasada României de la Londra. Este încadrat apoi în Serviciul de Informații Externe (SIE) ca șef al contraspionajului extern în SIE, iar ulterior este numit în funcția de adjunct al directorului SIE și secretar de stat (2004-2005).
El a fost înaintat pe rând la gradele de general de brigadă (cu o stea) la 29 noiembrie 2001   și general de armată (cu 4 stele) la 18 noiembrie 2005, grad cu care a fost trecut în rezervă tot atunci .
În urma Hotărârii CSAT nr. 142 din 18 noiembrie 2005, președintele Traian Băsescu i-a eliberat din funcție și i-a trecut în rezervă pe toți cei patru directori adjuncți ai SIE - generalii Marcel Alexandru, Niculaie Goia, Dan Chiriac și Constantin Rotaru.

## Decorații
Generalul Dan Chiriac a fost decorat cu următoarele ordine:
- Ordinul Național "Steaua României" în grad de comandor (2005) - "pentru rezultate remarcabile obținute în timpul activității"